# 墨脱算盘子
墨脱算盘子（学名：Glochidion medogense）为大戟科算盘子属下的一个种。

## 扩展阅读
- 維基物種上的相關：墨脱算盘子